# توکان کوهستانی
توکان کوهستانی (نام علمی: Andigena) نام یک سرده از تیره توکان است.

## گونه‌ها
- توکان کوهی سینه‌خاکستری Andigena hypoglauca
- توکان کوهی سرپوش‌دار، Andigena cucullata
- توکان کوهی نوک‌تخت، Andigena laminirostris
- توکان کوهی نوک‌سیاه، Andigena nigrirostris